# Château de Leugny
Le château de Leugny est un château situé à Azay-sur-Cher (Indre-et-Loire) et inscrit aux monuments historiques en 1962.

## Historique
En 1225, le domaine est la propriété de Garin Gonnelle, chevalier, puis, en 1228, de Geoffroy de Leugny, chevalier.
Il passe ensuite successivement à N. du Puy (1439), à Jean Descartes (1467), à Louis Bonnenfant (1539), à Léonard Rancher (1550), à Antoine Rancher (1576), à Louis de Chardon (1581-1585), à François Clavier (1638-1661), à François-Nicolas Forest, avocat au Parlement et ancien officier du roi (1753) et à Antoine Ribot, receveur des gabelles d'Amboise et intendant de Choiseul (1774). Ribot fait construire l'actuelle château par l'architecte André Portier.
En 1785, il devient la propriété de Louis-Barbe Juchereau de Saint-Denis, lieutenant-colonel d'infanterie et chevalier de Saint-Louis. 
En 1824, il appartient à Guibal, comte de Salvert.